# Fórum Clóvis Beviláqua
O Fórum Clóvis Beviláqua é um fórum da comarca de Fortaleza da Justiça do Ceará subordinado ao Tribunal de Justiça do Estado do Ceará, que esta localizado no bairro Edson Queiroz. Recebeu esse nome em homenagem ao grande jurista cearense, notabilizado pela elaboração do anteprojeto do primeiro Código Civil Brasileiro, Clóvis Beviláqua. O prédio do fórum tem 75 mil metros quadrados de área construída e extensão horizontal de 330 metros, lhe conferindo o status de maior edifício público da América Latina. Por ele passam em torno de cinco mil pessoas, diariamente. São 101 varas com um quadro profissional de 2.403 pessoas, entre funcionários e servidores, além dos 140 juízes.

## História
Sua primeira sede foi inaugurada em 31 de dezembro de 1960, na administração do desembargador Péricles Ribeiro, presidente do Tribunal de Justiça, e no Governo de José Parsifal Barroso. O prédio escolhido para abrigar o Palácio da Justiça havia sido planejado, desde 1956, no Governo de Paulo Sarasate. Era localizado na Praça da Sé, centro de Fortaleza, tinha área útil de 4.248,60 metros quadrados, distribuída em cinco pavimentos. A obra foi erguida no local onde funcionavam o Instituto do Ceará e o Museu Histórico.
Depois de trinta e sete anos, o fórum Clóvis Beviláqua mudou de lugar em 12 de dezembro de 1997, no endereço localizado na Avenida Desembargador Floriano Benevides, no bairro Edson Queiroz. O prédio novo foi construído para abrigar quase todas as varas de justiça alcançando uma área total de 75 mil metros quadrados.